# Национальный музей Ирака
Национа́льный музе́й Ира́ка является крупнейшим и старейшим музеем Ирака. Расположен в Багдаде, в районе Аляуи Аль-Хелла. Создан в 1923 году Гертрудой Белл, которая надеялась, что собранные коллекции помогут иракцам узнать богатство своей истории и осознать свою идентичность. Она сама руководила раскопками и изучением находок. Основная функция музея — сохранение культурного наследия Ирака и памяти о его истории.
Первоначально Багдадский археологический музей располагался во дворце короля Фейсала. В 1926 году коллекция переехала в отдельное помещение, именно тогда музей начал принимать посетителей. К этому времени многотысячные находки археологических экспедиций, трудящихся в Месопотамии, уже не вмещались в скромном здании на улице Аль-Маамун. Только в 1966 году Национальный музей Ирака получил новое просторное здание. Теперь в 28 галереях и сводах разместились бесценные реликвии, артефакты, коллекции хроники истории древних цивилизаций Месопотамии. В 1988 году к существующим экспонатам присоединились уникальные объекты из золота из Нимруда, одна из богатейших археологических находок XX века.
После вторжения Ирака в Кувейт Саддам Хусейн предусмотрительно дал указание спрятать сокровища Нимрода в сейфы Национального Банка Ирака. Музей был закрыт в 1991 году на долгие 9 лет во время войны в Заливе, в разгар операции «Буря в пустыне», из опасения дальнейших воздушных ударов. Только 28 апреля 2000 года, в свой 63-й день рождения, Саддам Хусейн разрешил открыть для посетителей Национальный музей. Золото Нимруда посетители тогда не увидели. О судьбе сокровищницы не было известно до 2003 года.
В апреле, во время боев в Багдаде, служащие музея вышли из здания по причине перестрелки между иракским подразделением, которое находилось в музейном дворе, и американцами. По некоторым данным, мародёры грабили музей в течение около 48 часов. Для оценки ущерба потребовались месяцы. Из музея пропало около 15 тысяч предметов, многие из которых бесценны.
Полковник Мэттью Богданос организовал расследование произошедшего, установив истинное положение ситуации. Его люди убедили жителей Багдада, что за возвращение ценностей из коллекции Национального музея Ирака, им ничего не грозит. Благодаря сообщениям об амнистии воров, за несколько месяцев были переданы в музей около 2000 экспонатов. В ходе специальных рейдов было выявлено такое же количество исторических предметов. Усилиями таможенников Сирии и Ливана, Интерпола и ФБР в течение 5 лет были доставлены обратно в Багдад 1,5 тыс. ценных вещей, принадлежавших Национальному музею Ирака. Позже Мэттью Богданос напишет книгу о своем расследовании под названием «Багдадские воры».
После шести лет закрытия по причине американского вторжения и оккупации Ирака, 23 февраля 2009 года Национальный музей вновь заработал. Многие были против открытия, утверждая, что условия безопасности оставляют желать лучшего, и коллекция музея находится под угрозой новых разграблений. В итоге музей был вновь закрыт.
В 2013 году руководитель информационного центра музея Танхид Али рассказал, что из 15 тыс. похищенных экспонатов Национального музея удалось вернуть лишь около 4 тыс. Он вспоминал, что в 2003 году американские солдаты ходили по залам музея как по супермаркету и брали то, что им нравится; при этом расхитители знали, где и что брать, имея схемы запасников музея и спецоборудование для взлома хранилищ.